# Ig Nobelprijs

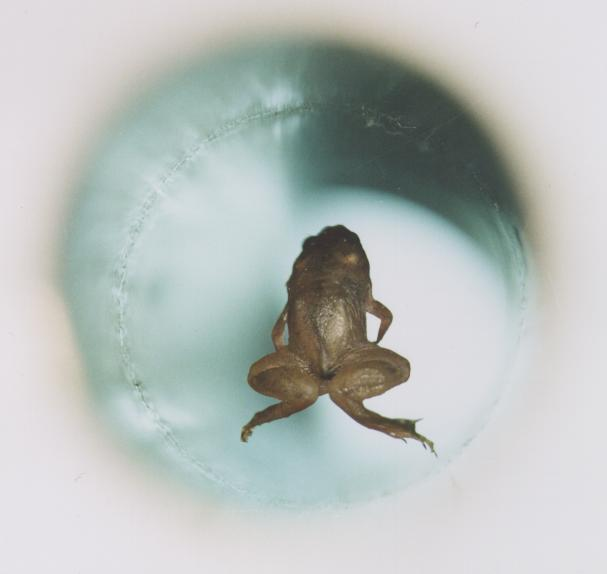
De zwevende levende kikker waarmee de Brit Andre Geim in 2000 de Ig Nobelprijs voor natuurkunde won. In 2010 won hij de echte Nobelprijs voor de Natuurkunde. Hij is tot nog toe de enige persoon die zowel een Ig Nobel- als een Nobelprijs heeft gewonnen.

De Ig Nobelprijs is een parodie op de Nobelprijs en wordt ieder jaar in de herfst uitgereikt, een week voor de bekendmaking van de echte Nobelprijswinnaars. De prijzen worden uitgereikt aan wetenschappelijke prestaties waar men eerst om moet lachen, maar die ook aan het denken zetten. Initiatiefnemer van de Ig Nobelprijs is de Amerikaanse wiskundige en tevens uitgever van het tijdschrift Annals of Improbable Research (AIR) Marc Abrahams, die de prijs in 1991 in het leven riep. Met uitzondering van drie prijzen in het eerste jaar zijn alle Ig Nobelprijzen toegekend aan onderzoek waarover daadwerkelijk in erkende wetenschappelijke tijdschriften gepubliceerd is.

## Oorsprong
Ig Nobel is een woordgrapje op de naam van Alfred Nobel, met het Engelse ignoble. Ig- ontkent het volgende woord, hier dus noble, in het Nederlands nobel, edel of edelmoedig. Ignoble betekent dus: gemeen, gewoon, van lage kwaliteit, onwaardig.
De Ig Nobelprijzen werden in 1991 geïntroduceerd door Marc Abrahams, van het tijdschrift Annals of Improbable Research, daarvoor hoofdredacteur van het Journal of Irreproducible Results. Destijds werden de prijzen uitgereikt voor twijfelachtige of onwaarschijnlijke ontdekkingen "die niet kunnen of mogen worden gereproduceerd".
Later werd het doel veranderd. De prijzen werden vanaf dan gegeven aan correct onderzoek waarvan het nut niet duidelijk is.
De prijzen zijn soms kritiek via satire. Meestal vestigen ze echter de aandacht op wetenschappelijke artikelen met een humoristisch of onverwacht aspect. Voorbeelden variëren van de ontdekking dat de aanwezigheid van mensen bij struisvogels seksuele opwinding veroorzaakt, dat zwarte gaten voldoen aan alle technische vereisten om te dienen als locatie voor de hel, en onderzoek naar het waarheidsgehalte van de vijfsecondenregel. 
Sir Andre Geim, die in 2000 een Ig Nobelprijs had gekregen voor het laten zweven van een kikker door magnetisme, ontving in 2010 een echte Nobelprijs voor de natuurkunde voor zijn werk met de elektromagnetische eigenschappen van grafeen. Hij is de enige die zowel een Nobel- als een Ig Nobelprijs heeft ontvangen.

## Ceremonie
De Ig Nobelprijs wordt gesteund door het wetenschappelijke tijdschrift Annals of Improbable Research (AIR), met publicaties op het gebied van humoristisch onderzoek. De uitreiking vindt plaats tijdens een gala in het Sanders Theatre van de Harvard-universiteit: echte Nobelprijswinnaars reiken de prijzen uit.
De winnaar ontvangt ook 10.000 miljard Zimbabwaanse dollar, in één vals biljet.
Het podium wordt meestal bestookt met papieren vliegtuigjes. Na enkele jaren werd het podium zo zwaar bestookt met papieren vliegtuigjes dat deze procedure werd herzien. Er worden nu drie perioden van anderhalve minuut ingelast waarin het publiek onbeperkt vliegtuigjes mag gooien. Tijdens de ceremonie is de officiële uitspraak "ig no-BELL", niet "ig-noble", maar dit onderscheid ontgaat velen. De ceremonie wordt enkele dagen later gevolgd door de Ig Informal-lezingen aan het MIT, waarin laureaten de kans krijgen hun resultaten en de relevantie ervan aan een gewoon publiek uit te leggen. Deze uitleg heeft een beperking in tijd en als de laureaten over hun tijd gaan komt sinds 1999 een achtjarig meisje op, Miss Sweetie Poo, om "Please stop, I'm bored" ("Stop aub, ik verveel me") te roepen. Ook het welkomstwoord en het slotwoord worden met een vast stramien aangekondigd. De openingszin is namelijk "Welkom, welkom" en de slotzin is "Tot ziens, tot ziens".

## Belgen en Nederlanders
Onder de winnaars uit het verleden bevinden zich verschillende Belgen en Nederlanders:

### Belgen
- 1993 - Literatuur — F. van de Werf en 975 coauteurs, waaronder een tachtigtal Belgen, voor het publiceren van een medische publicatie die honderd keer zoveel auteurs als bladzijden had.
- 1999 - Fysica — Jean-Marc Vanden Broeck (Universiteit van East Anglia, Engeland) voor zijn berekeningen om een theepot te maken die bij uitschenken niet druppelt.
- 2002 - Economie — bestuurders, managers en auditeurs van Lernout & Hauspie (en 25 andere firma's) voor de toepassing van het wiskundige concept van de imaginaire getallen in de bedrijfsvoering.
- 2011 - Geneeskunde — Luk Warlop (Katholieke Universiteit Leuven) en de Nederlanders Mirjam Tuk (Universiteit Twente) en Debra Trampe (Universiteit Groningen) voor hun onderzoek naar hoe een volle of lege blaas ons beslissingsvermogen beïnvloedt.[4]
- 2016 - Psychologie — Bruno Verschuere (Universiteit van Amsterdam) voor zijn onderzoek naar hoe vaak leugenaars liegen.[5]
- 2020 - Geneeskunde — Damiaan Denys en zijn Nederlandse collega's Nienke Vulink en Arnoud van Loon (Universiteit van Amsterdam) voor het onderzoek naar misofonie (agressie en moordneigingen door smakken, niezen, snurken, slurpen of andere geluiden).[6]

### Nederlanders
- 1993 - Literatuur — 976 auteurs, waaronder een 40-tal Nederlanders, voor het publiceren van een medische publicatie die honderd keer zoveel auteurs als bladzijden heeft.
- 2000 - Geneeskunde — Willibrord Weijmar Schultz, Pek van Andel, en Eduard Mooyaart van de RUG en Ida Sabelis uit Amsterdam, voor hun verhelderende artikel, "Magnetic Resonance Imaging of Male and Female Genitals During Coitus and Female Sexual Arousal.
- 2003 - Biologie — Kees Moeliker, van het Natuurmuseum Rotterdam, voor het documenteren van de eerste wetenschappelijke observatie van homoseksuele necrofilie bij de wilde eend.
- 2006 - Biologie — Bart Knols en Ruurd de Jong, Wageningen University, voor het aantonen dat de vrouwelijke malariamug even sterk door de lucht van tenenkaas als die van Limburgse kaas wordt aangetrokken.[7][8][9]
- 2007 - Biologie — Annelies van Bronswijk, Technische Universiteit Eindhoven, voor onderzoek naar mijten, insecten, pseudo-schorpioenen, bacteriën, algen, varens en schimmels waarmee wij ons bed delen.
- 2010 - Geneeskunde — Simon Rietveld (Universiteit van Amsterdam) en Ilja van Beest (Tilburg University), voor hun onderzoek dat astmasymptomen worden verzacht door een ritje in de achtbaan.
- 2011 - Natuurkunde — Herman Kingma, Universiteit Maastricht, voor onderzoek dat aantoonde waarom discuswerpers wel, maar kogelslingeraars niet duizelig worden bij het gooien.
- 2011 - Geneeskunde — Mirjam Tuk (Universiteit Twente) en Debra Trampe (Universiteit Groningen) en de Belg Luk Warlop (Katholieke Universiteit Leuven) voor hun onderzoek naar hoe een volle of lege blaas ons beslissingsvermogen beïnvloedt.[4]
- 2012 - Psychologie — Anita Eerland, Rolf Zwaan en Tulio Guadalupe, voor hun onderzoek naar waarom de Eiffeltoren kleiner lijkt wanneer je naar links leunt.
- 2012 - Anatomie — Frans de Waal en Jennifer Pokorny (VS), voor de ontdekking dat chimpansees elkaar kunnen herkennen aan de hand van een foto van hun achterwerk.
- 2013 - Waarschijnlijkheid — Bert Tolkamp et al (Scotland's Rural College), voor het sta- en liggedrag van koeien.
- 2015 - Literatuur — Mark Dingemanse, Francisco Torreira en Nick J. Enfield, voor de ontdekking dat het woord "huh?" in bijna elke taal voorkomt.
- 2019 - Economie — Timothy en Andreas Voss en hun Turkse collega Habip Gedik, voor hun onderzoek naar welke bankbiljetten de meeste gevaarlijke bacteriën overbrengen.[10]
- 2020 - Geneeskunde — Nienke Vulink en Arnoud van Loon, samen met de Belgische collega Damiaan Denys (Universiteit van Amsterdam) voor het onderzoek naar misofonie (agressie en moordneigingen door smakken, niezen, snurken, slurpen of andere geluiden).[11]
- 2021 - Natuurkunde - Jasper Meeusen, TU Eindhoven (samen met internationaal team), voor het onderzoek hoe voetgangers hun koers verleggen om niet constant tegen elkaar op te botsen.[12]
- 2022 - Toegepaste cardiologie - Mariska Kret, voor haar onderzoek naar het effect van een blind date op de hartslag van jongeren.[13]
- 2022 - Kunstgeschiedenis - Peter de Smet voor zijn onderzoek uit 1986 met analyses van afbeeldingen van rituele klysma's op antiek Maya-vaatwerk.[13]
- 2022 - Vredesprijs - Paul van Lange (Vrije Universiteit Amsterdam), voor de wiskundige en psychologische analyse van roddels.[13]
- 2023 - Onderwijs - Wijnand van Tilburg (University of Essex) voor het onderzoek naar verveling onder docenten en studenten.[14]
- 2024 - Waarschijnlijkheid - Eric-Jan Wagenmakers (Universiteit van Amsterdam) voor een antwoord op de vraag of een munt bij kop of munt het vaakst landt op de kant die boven werd gehouden.[15]
- 2024 - Scheikunde - Een Nederlands-Frans onderzoeksteam (Universiteit van Amsterdam) liet dronken en nuchtere wormen met elkaar racen voor het bestuderen van de scheiding van actieve polymeren.[15]